# Тинаја (Фиренца)
Тинаја је насеље у Италији у округу Фиренца, региону Тоскана.
Према процени из 2011. у насељу је живело 80 становника. Насеље се налази на надморској висини од 27 м.